# Batteriocini
I batteriocini sono tossine proteiche prodotte da ceppi di batteri per inibire la crescita di linee batteriche simili o strettamente correlate. Sono solitamente considerati antibiotici a spettro ristretto, sebbene ciò sia stato oggetto di dibattito. Essi sono concettualmente molto simili ai fattori tossici rilasciati dai lieviti o da Paramecium, sebbene siano poi strutturalmente, funzionalmente ed ecologicamente differenti.
I batteriocini furono individuati la prima volta da Andrè Gratia nel 1925. Egli era coinvolto nella ricerca di molecole in grado di uccidere i batteri, che avrebbe poi portato, nel giro di pochi anni, alla scoperta degli antibiotici e dei batteriofagi. Gratia chiamò i primi batteriocini colicini, poiché essi erano in grado di uccidere ceppi di Escherichia coli.